# Peter Gerlach
Peter Gerlach (* 25. Februar 1938 in Coburg; † 2. Oktober 2007) war ein deutscher Medienmanager.
Peter Gerlach absolvierte eine kaufmännische Ausbildung, danach übernahm er die Leitung des Herstellungsbetriebes der UFA in Potsdam. 1970 kam er zum ZDF und wurde ab 1972 Leiter der Abteilung Unterhaltung. Ab 1976 wurde er stellvertretender Programmdirektor. Zu seinen von ihm betreuten Formaten gehören Die Schwarzwaldklinik, Das Traumschiff, Ein verrücktes Paar, Der Große Preis, Musik ist Trumpf und die Peter-Alexander-Show. Ab 1981 leitete er die Zentralstelle für die Zusammenarbeit mit Dritten. 1986 wechselte er zum Sender Sat.1 und war dort bis 1997 als geschäftsführender Programmdirektor tätig. Danach wurde er als Dozent und Medienberater tätig. Er war Vorsitzender der Jurys des Deutschen Fernsehpreises, des Bayerischen Fernsehpreises und des Goldenen Löwen, sowie Mitglied des Vergabeausschusses der Mitteldeutschen Medienförderung.
Für seine Verdienste in der Fernsehunterhaltung wurde er mit der Goldenen Kamera, dem Bambi und dem Telestar ausgezeichnet.
Zwischen 1996 und 2004 unterrichtete Gerlach nach Berufung durch den Senat die Produzentenklasse des Aufbaustudium Film der Universität Hamburg.